# Идрицкая волость

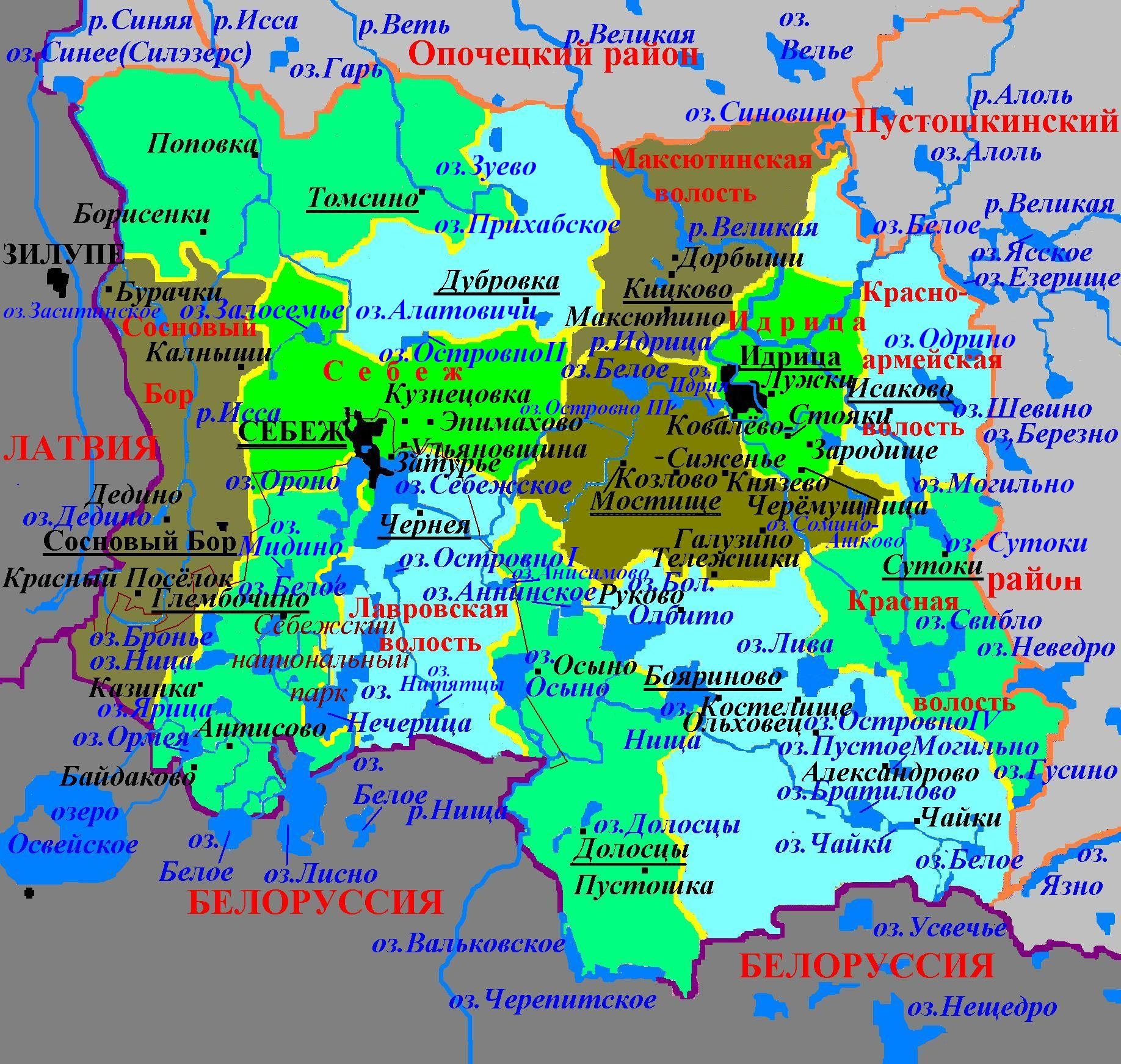
Административное деление Себежского района в 2006—2010 гг.: Идрицкая волость территориально совпадала с современным городским поселением Идрица за вычетом самого пгт Идрица

Идрицкая волость — упразднённая административно-территориальная единица 3-го уровня в Себежском районе Псковской области России.
Административный центр — пгт Идрица (который сам в волость не входил).

## География
Территория волости граничила на западе с Мостищенской, на юго-западе и юге — с Максютинской, на востоке и севере — с Красноармейской волостями Себежского района Псковской области.

## Население
Численность населения Идрицкой волости по переписи населения 2002 года составила 722 жителя.

## Населённые пункты
В состав Идрицкой волости входило 24 деревни: Барсуки, Большие Гвозды, Максимково, Пристань, Рубежник, Речки, Стояки, Трубино, Тарасы, Холое, Ходыки, Черемушница, Яковлево, Гребло, Глухарево, Желуды, Зародище, Ковалёво-Сиженье, Кошнево, Клишино, Ливица, Лужки, Лойно, Малые Гвозды.

## История
Постановлением Псковского областного Собрания депутатов от 26 января 1995 года все сельсоветы в Псковской области были переименованы в волости, в том числе Идрицкий сельсовет был превращён в Идрицкую волость.
Законом Псковской области от 28 февраля 2005 года Идрицкая волость была упразднена, а её территория вместе с пгт Идрица составили новосозданное муниципальное образование Идрица со статусом городского поселения с 1 января 2006 года в составе муниципального образования Себежский район со статусом муниципального района.